# Мадонна тварин
Мадонна тварин — це малюнок зроблений на пером на папері, і частково доповнений аквареллю, авторства Альбрехта Дюрера, що було створено близько 1503 року. Зараз він зберігається в Галереї Альбертіна у Відні.

## Історія та опис
Малюнок, можливо, був зроблений у якості ескізу, що так і не був втілений в життя. Пізніше художнику довелося підібрати малюнок і відновлювати його аквареллю.
У центрі зображення розміщена Мадонна з Ісусом на колінах. Вона закриває книгу, що читає через те, що відволікається на сина, який показує щось праворуч, можливо, святого Йосифа. Попри центральне розміщення фігури, основний акцент зміщений на велику кількість зображених тварин. Також увагу привертає приємний краєвид, який губиться вдалині, в якому сцена сповіщення пастухам відбувається як доповнююча назва. На великій відстані ліворуч проходила процесія трьох волхвів.
Таке композиційно рішення уособлюєй й боротьбу добра і зла, що зображено у вигляді прив'язаної лисиці. Попри те, що лисицю неможливо відігнати, вона тримається в страху мотузкою, якою прикута до пня.
На картині зображена низка тварин, яких досить сильно антропоморфізуються. Це виступає алюзією до ладу казок Езопа, які з другої половини XV століття часто друкувались у Німеччині.
На малюнку зображені:
- лев,
- папуга (символ похвали творцеві),
- дятел,
- сова,
- сова,
- бабка,
- цвіркун (на передньому плані),
- зяблики,
- лебеді,
- чапля (на задньому плані),
- зграя овець із собакою та заряджаючий баран (у Благовіщенні).

Малюнок розкриває виражений інтерес Дюрера до природи і її проявів. Наприклад, яскравий реалізм маріанських квітів зліва від Богородиці, безумовно, був безпосередньо досліджений, наприклад, півники та троянди, забарвлені в ніжним червоним відтінком.
Окремі деталізовані зображення тварин свідчать про розвітки. що проводив художник з життя. Проте, малюнок виглядає цілісно. Подальші розвітки можна зустріти наприклад, уАмброзіанської бібліотеки (зображення папуги) або у Роттердамі (зображення краба).